# Stade Valette
Stade Valette – to wielofunkcyjny stadion w mieście Sainte-Anne na Gwadelupie. Jest obecnie używany głównie dla meczów piłki nożnej. Swoje mecze rozgrywa na nim drużyna piłkarska ASG Juventus de Sainte-Anne. Stadion może pomieścić 1000 osób.